# Rasmus Klump bygger skib
|  | Denne artikel er oprettet af botten Steenthbot ud fra en ekstern database. Den kan derfor have sproglige fejl eller mangler. Denne skabelon kan fjernes efter kontrol af indholdet. |

Rasmus Klump bygger skib er en dansk animationsfilm fra 1996 med figuren Rasmus Klump instrueret af Karsten Kiilerich, Phil Kimmelman og Dietmar Kremer og efter manuskript af Karsten Kiilerich, Kristoffer Mogensen, Angela Holtschmidt, Robin Lyons, Andrew Offiler, Christian Schnalke og Karen Thilo.